# Singularity (игра)
Singularity (стил. SIИGULAЯITY, с англ. — «Сингулярность») — компьютерная игра в жанре научно-фантастического шутера от первого лица с элементами Survival horror, разработанный американской компанией Raven Software и изданный компанией Activision 25 июня 2010 года для PC (Windows) и консолей Xbox 360 и PlayStation 3.

## Атмосфера
Игра представляет собой шутер с элементами хоррора. Мрачную атмосферу ужаса острова Каторги-12 создают непрерывные техногенные катастрофы, свидетелем которых на протяжении всей игры становится главный герой. Перед нами в виде призраков возникают образы людей, которые обречены на гибель. Весь остров населен мутировавшими монстрами, противостоять которым нам придётся на протяжении всей игры. Это всё результат экспериментов над Элементом Е-99 и башни «Сингулярность», которые уничтожили население острова внезапными выбросами радиации и канцерогенным влиянием на людей. Некоторые из них гибнут в виде призраков, которых видит протагонист, о судьбе других можно узнать из аудиозаписей и дневников. Обычно рядом с такими нитями в прошлое лежат искаженные агонией мумифицированные трупы.
До самого финала игры можно увидеть стёршиеся от времени угрожающие и предостерегающие надписи. Часть из них несёт полезную информацию, большинство похожи на неразрешимые загадки, ответ на которые — аномалия, происходящая со временем и пространством на Каторге-12. Главный герой постоянно перемещается между 1955 и 2010 годами, пытаясь изменить историю и параллельно убеждаясь, что сингулярность предполагает единство времени и пространства. Однажды начавшийся научный эксперимент разрушает обычный ход времени.
Погружение в советскую атмосферу обеспечивает псевдокириллица (в английской версии на ней выполнены все названия миссий и предметов в подсказках), агитационные плакаты, а также изображения красных звёзд, Ленина и Сталина. Первое, что видит игрок в начале игры — огромный серп, возвышающийся из-под воды. Кириллицей выполнены большинство слов, написанные на различных поверхностях, часто не по правилам русского языка.

### Геймплей
Главная особенность — МВП — мобильный временной преобразователь. Устройство, разработанное Виктором Барисовым в лабораториях Каторги-12. Позволяет игроку использовать следующие функции:
- Возраст — первая функция МВП. Позволяет перемещать объект во времени вперёд-назад: из одного временного состояния в другое, т.е. «состаривать» или «омолаживать» предмет. Может быть использовано, чтобы восстановить или разрушить путь, вернуть ржавый сплющенный ящик или бочку в «свежий» вид или обратно, восстановить электрорубильники для открытия дверей. Это устройство может снизить скорость мутантов, а также состарить людей до состояния скелета. Омолаживать людей или оживлять трупы в рамках игры не предусмотрено. Действует только на объекты, содержащие Е-99 или же на живых существах.
- Импульс — заменяет рукопашную атаку на мощный заряд энергии. Импульс отбрасывает противников и наносит им урон. На близком расстоянии способен разорвать врага на части. Также позволяет отменить смещение по фазе врагов, умеющих это делать, и временно делает их уязвимыми.
- Хроносканирование — позволяет обнаружить, есть ли поблизости хроноследы. Обнаруженные следы помогают ориентироваться на территории Каторги-12. В связке с гравитацией позволяет материализовать предмет из прошлого для использования в настоящем, чтобы решать головоломки или применять эти предметы в боях.
- Гравитация — способность захватить и бросить (или положить) небольшие объекты. В боях этими предметами могут стать гранаты и ракеты. Захваченные гравитацией, они не взрываются. Позволяет взять полезные объекты, не приближаясь к ним.
- Заморозка — возможность на некоторое время создать сферу, внутри которой многократно замедляется время. Враги, которые попадут в заморозку, замедляются до обездвиженного состояния, что помогает легче сражаться с несколькими противниками. Заморозку также можно применять как щит — пули в ней также замедляются, что от них тем самым можно увернуться.
- Возвращение во времени — при быстром перемещении человека в разных направлениях времени он превратится в Возвращенца — слепого мутанта, отрыгивающего на противника токсичную рвоту. Эта способность полезна, если вы встретились с огромной толпой солдат или отвлечения их внимания. Но, однако сам мутант также будет атаковать протагониста.

Энергия МВП постепенно восстанавливается, но медленно. Перемещение предметов во времени требует небольшого количества энергии, для перемещения солдат и тварей её нужно значительно больше. Весь запас энергии Е-99 восстанавливается со временем, но также можно быстро вернуть её с помощью специальных Батарей. Батарея используется автоматически, если применяется МВП, когда запас энергии Е-99 истощается.
В Singularity игрок может использовать RPG элементы — модификации для улучшения способностей и модернизации оборудования. Модернизатор позволяет усовершенствовать МВП с помощью найденных технологий Е-99. Если найти Чертёж или Формулу, в модернизаторе станет доступно новое улучшение. Улучшения разделены на три категории:
- Оборудование МВП — приобретенное снаряжение с ячейками улучшения. В начале игры доступна только одна такая ячейка. Примеры усовершенствования МВП: повышение точности стрельбы из всех видов оружия, шанс получения двух технологий вместо одной и т. д.
- Способности для МВП — улучшение возможностей МВП. Представлено усилением импульса, а также длительностью и радиусом зоны заморозки.
- Усовершенствование тела — в обмен на технологии Е-99 здесь приобретаются новые способности героя. Эффекты способностей начинают действовать сразу после приобретения. Например: увеличение максимального запаса здоровья, уменьшение урона, получаемого в рукопашной или дальнем бое.

С помощью МВП можно отправиться в прошлое через Временной разлом. Такие разломы в пространственно-временном континууме возникают из-за больших скоплений Е-99. Действие МВП можно значительно усилить на специальных станциях. В таких случаях удается восстановить в первоначальном виде большие разрушенные конструкции, например, мосты, железнодорожные составы или даже грузовые суда. Впрочем, восстановление очень больших объектов не действует длительное время, и они буквально разрушаются на глазах от нестабильности времени.
Почти в самом конце игры можно получить последний усилитель МВП, после чего устройство больше не расходует энергию Е-99, а импульс наносит больший урон.
Помимо Модернизатора в игре можно встретить Оружейные шкафы, в которых в обмен на специальные оружейные чемоданчики технологии Элемента-99 (разбросанных в укромных местах или же их можно купить в модернизаторе за единицы E-99) можно модернизировать характеристики оружия такие, как урон, перезарядка и увеличение магазина.

## Сюжет

### Основная кампания

#### Предыстория
После второй мировой войны единственной мировой державой, обладающей ядерным оружием, были США. Чтобы СССР остался сверхдержавой в борьбе за доминирование на мировой арене, Сталин подготовил ответный ход. Советская экспедиция по поиску месторождений урана обнаружила залежи Элемента-99 (Е-99) (по ошибке названный Гольмием) на небольшом необитаемом острове около полуострова Камчатка. Под руководством учёного Виктора Барисова на острове основали научный комплекс Каторга-12 (англ. Katorga-12). За свои исследования Барисов был награждён орденом Ленина. Хрущёв, сменивший Сталина, приказал ускорить испытания Е-99. Однако вещество оказалось крайне нестабильным, и в результате катастрофы на острове никто не выжил. СССР засекретил все упоминания о Каторге-12 и закрыл проект.
В 2010 году американский спутник обнаруживает радиоактивный выброс в районе Охотского моря. Обеспокоенные молчанием Москвы и опасаясь повторения Чернобыля, в подозрительный район направляется разведгруппа Морской пехоты США. В числе бойцов — Натаниэль Ренко (англ. Nathaniel Renko), являющимся протагонистом игры, и его друг Джеймс Девлин (англ. James Devlin).

#### События в игре
Американские вертолёты входят в воздушное пространство России. Во время высадки разведгруппы происходит мощный выброс энергии, и вертолёт терпит крушение. Ренко оказывается на острове и пытается воссоединиться с Девлином. Он идёт в административный корпус острова, где он находит магнитофон, на котором упоминается прекращение финансирования проекта после гибели Николая Демичева — одного из ведущих учёных. Вскоре происходит необычный взрыв, и мы перемещаемся в 1955 год, в момент пожара данного корпуса. В одной из комнат Ренко видит раненого и решает ему помочь. Когда герой несёт на себе спасаемого, происходит необъяснимая вещь: некий человек кричит «Ренко, постой! Демичева нельзя…», после чего на него падает горящая балка, и мы не успеваем его разглядеть. Положив раненого в холле у бюста Сталина, Ренко слышит от подбежавшего к ним учёного, что спасённый им и есть тот самый Демичев. Сразу после этого мы возвращаемся в альтернативную реальность 26 октября 2010 года. Бюст Сталина на проходной сменился статуей Демичева. Далее Ренко в заброшенных домах находит упоминание негативного влияния на людей Е-99 и аудиозапись о взрыве некой Сингулярности. Вскоре на Ренко нападают мутанты.
Далее путь лежит через школу, где можно найти упоминания экспериментов над учениками. В библиотеке школы Ренко встречает Девлина. Вместе они отбивают волну мутантов. Девлин замечает, что спасательный отряд должен был прибыть ещё вчера, а на радиочастотах молчание. Поэтому надо добраться до радиовышки, чтобы связаться со штабом. По пути Девлин удивляется столбу энергии, бьющему в небо на противоположной части острова. Добравшись до вышки, Девлин пытается связаться со своими, но вместо американских военных на связь выходит неизвестный. Вскоре высаживается советский спецназ и начинает штурм радиовышки. Девлин решает отступить под натиском военных, но американцев захватывают в плен. Далее Ренко и Девлин со связанными руками предстают перед Демичевым, который уже не похож на мирного учёного. Девлин умирает от рук Демичева после дерзости о просьбе разговора с посольством, затем Демичев спрашивает Ренко про некий МВП, однако тут кто-то обстреливает военных, а некая девушка по рации говорит Ренко, куда бежать, чтобы не погибнуть. Прибежав в «пункт назначения», мы встречаем Кэтрин — агента организации Мир-12 (англ. MIR-12).
Кэтрин (англ. Kathryn) рассказывает, что произошло в альтернативной реальности XX века. Исследованиями на Каторге-12 руководили учёные Виктор Барисов и Николай Демичев. Барисов погиб при загадочных обстоятельствах. Демичев продолжил испытания Е-99 и благодаря этому добился быстрого карьерного роста. Широкое применение Е-99 (в частности, для получения сверхмощных бомб) помогло Советскому Союзу захватить практически весь мир. Опираясь на армию последователей, Демичев сместил Хрущёва и стал пожизненным главой Мирового правительства. Организация Мир-12 пытается пролить свет на странные события, произошедшие на острове, и в этом, по словам организации, им может помочь только Ренко. Кэтрин направляет Ренко в лабораторию Барисова, в которой должно что-то храниться.
Мы попадаем в Исследовательский центр Каторги-12, где на Ренко нападают мутанты, названные Зиками (англ. Zeks). Необходимо найти секретный вход в катакомбы под лабораториями и вход в тайное хранилище. Под землёй обнаруживается заброшенная шахта с мутировавшими растениями. Здесь Барисов спрятал от Демичева прототип, использующий свойства Е-99. Ренко получает наручное устройство МВП — мобильный временной преобразователь, способное «состарить» или «омолодить» объекты.

Предрелизный скриншот, демонстрирующий возможности МВП.

 Используя временной разлом, Ренко оказывается в Исследовательском центре 5 ноября 1955 года, чтобы спасти Барисова от гибели. В этот день военные начали зачистку в лабораториях Каторги-12. Демичев хочет присвоить весь успех исследований Е-99 себе и собирается застрелить Барисова, но Ренко успевает ранить Демичева. Барисов требует проводить его до лаборатории. Там учёный предлагает Ренко вернуться в будущее через временной разлом. Мы возвращаемся в альтернативную реальность 26 октября 2010 года. Барисов ждал протагониста почти 55 лет, и теперь нужно встретиться с ним в его башне.
Ренко вновь попадает в административный корпус. Там находятся упоминания о молоке с добавлением Е-99, которым кормили население Каторги-12. Ренко узнаёт, что за ним в прошлом охотились люди Демичева, но так и не смогли найти. Барисов решил надёжно спрятать МВП, а Демичев продолжил опыты на людях, несмотря на официальный запрет. С одним из таких монстров, бывшим когда-то человеком, Ренко встречается во дворе административного корпуса. Эта огромная тварь способна телепортироваться, призывать к себе на помощь зиков, но в итоге Ренко одолевает их с помощью МВП.
Появляется Кэтрин, вместе с которой нужно пробиться в башню Барисова. Они входят под башню, защищённую высоким забором под напряжением. На них нападают зики, и они отбиваются от них с помощью защитного электрического периметра. Отбив атаку они отправляются в лифт. В башне Барисов показывает, что произошло в альтернативном прошлом. Дальнейшие исследования Е-99 закончились очередной катастрофой. Мощнейший взрыв в результате экспериментов с Сингулярностью накрыл остров. Люди с острова были срочно эвакуированы, но спаслись немногие. Кто-то погиб сразу, а выжившие подверглись мутациям и превратились в монстров. Демичев сумел стать новым Генеральным секретарём коммунистической партии. У него были жёсткие намерения захватить весь мир. Всего одна бомба с Е-99 разрушила Восточное побережье США. Весь мир пал под ударами советской военной мощи, правителем мира стал Демичев. Барисов же ждал прихода человека из будущего.
Барисов предполагает, что прошлое можно изменить только разрушением центра Сингулярности бомбой Е-99. Бомба находится в порту в трюме затонувшего грузового судна «Жемчужина» (англ. The Pearl). На её поиски отправляется Ренко. В системе подземных туннелей он отражает нападение новых насекомоподобных мутантов — секлещей (англ. Phase Ticks, букв. Фазовые клещи), а затем впервые встречается с огромным жуком Радамантом — их Королевой. Попытка пробиться по заданию Барисова закончилась провалом, люди Демичева захватили башню, он вместе с Кэтрин успел сбежать. Дальнейший план действий обсуждается в диспетчерской вышке. Барисов предлагает проникнуть в порт на поезде. Для начала надо пробраться через закрытую зону, починив управление краном, а затем проехать на его платформе. Попав в шахты, Ренко тихо пробирается между слепыми Возвращенцами (англ. Reverts) – мутировашими людьми.
Ренко снова встречает Кэтрин, двигавшейся другим маршрутом. Он прикрывает напарницу с балкона, но её захватывает в плен спецназ. Он освобождает девушку, в момент когда её собираются застрелить после того, как она отказалась выдать Демичеву МВП. Вместе они добираются до поезда. Используя установку-усилитель МВП на платформе, Ренко чинит локомотив и восстанавливает поезд. Но на мосту состав терпит крушение: Радамант едва не отправляет в пропасть вместе с поездом главного героя. Происходит противостояние с тварью. Ренко побеждает её, в результате направления усиленного потока энергии на монстра. После этого, Ренко восстанавливает локомотив, и герои продолжают путь.
В Центральном порту необходимо найти затонувший корабль «Жемчужина». Когда Ренко оказывается на пристани, происходит сингулярный взрыв, мы оказываемся 7 ноября 1955 года. После короткой схватки с советскими военными, Ренко возвращается обратно в 26 октября 2010 года. Как объясняет Барисов, нестабильность времени в порту связана с большой концентрацией Е-99. Нырнув под воду, Ренко подает питание на платформу-усилитель и поднимает «Жемчужину» на поверхность. Требуется найти в нём задний (кормовой) грузовой трюм. Этому пытаются помешать мутанты и люди Демичева, прибежавшие на корабль. На помощь американцу, наплевав на возражения Барисова бросается Кэтрин. Мы выясняем, что корабль затонул в результате хранения нестабильного Е99 в трюме. Такой большой объект как корабль не может длительное время сохранять искусственно восстановленные формы: начинается повторное разрушение судна. Всё, что успевает Ренко: взять бомбу Е-99 и покинуть «Жемчужину», пока она не затонула. Барисов вытаскивает потрёпанного Ренко из воды.
Протагонист приходит в себя в комплексе по переработке Е-99. По словам Барисова, Кэтрин подстрелили военные, и она пропала без вести. Ренко дальше продолжает выполнять план, но теперь без неё. Нужно зарядить бомбу Е-99 в специальной «Печи». Путь туда лежит через подвалы, наполненные трупами погибших в результате катастрофы. Здесь происходит встреча с крабоподобными мутантами — радионами (англ. Radions). В итоге требуется снова использовать другую платформу-усилитель, чтобы починить мост, ведущий к «Печи». Для подачи энергии на усилитель Ренко запускает гидрогенератор. После этого мост удается собрать заново.
Путь через мост преграждают военный спецназ, а главный вход оказывается закрыт. Обходной маршрут проходит через заражённое газохранилище. Чтобы выбраться из заражённого района, Ренко использует противогаз и временной разлом 10 ноября 1955 года, когда в газохранилище Каторги-12 произошла утечка из контейнера с газом Е-99. Ему удаётся выбраться на поверхность, обойдя ловушку 27 октября 2010 года. Защищаясь от мутантов, военные включили защитный периметр. Ренко отключает его, и монстры вновь вырываются на свободу. Чтобы проскользнуть мимо сражающихся сил военных и мутантов, надо проехать на подвесной платформе. Ренко оказывается около «Печи» — реактора для выделения изотопов Е-99, но для зарядки бомбы требуется код активации, который находится у доктора Петрова. Пройдя через временной разлом, мы перемещаемся в 10 ноября 1955 года. Учёный замечает Ренко и пытается остановить его с помощью охраны, но безуспешно (когда вы настигнете учёного у входа в его кабинет, его можно как пристрелить, так и оставить в живых). Код активации получен, Ренко заряжает бомбу, из-за чего происходит перегрузка реактора, он в спешке возвращается к разлому и покидает «Печь» до взрыва; при выходе из разлома в наше время мы видим катастрофические руины Печи. Далее Ренко, пробравшись через это место с заряженной бомбой встречает Барисова.
Вместе они направляются в лабораторию сингулярности Каторги-12. Нужно добраться до реактора, чтобы остановить эксперименты с сингулярностью в прошлом. Время и пространство в центре очень нестабильно, происходят частые скачки из 2010 в 1955 год и обратно. В лаборатории Барисова находится мощный усилитель для МВП. Ренко находит его и возвращается назад к Барисову. Усилитель МВП позволяет переместиться в 12 ноября 1955 года, где Ренко устанавливает бомбу с Е-99. Её взрыв должен изменить альтернативную реальность. Но вернувшись в 2010 год, Ренко обнаруживает, что взрыв ничего не изменил. Эксперимент с сингулярностью был успешно повторён, а Демичев по-прежнему правит всем миром. Ренко успевает подстрелить Демичева, когда тот пытается его убить. Теперь в руках главного героя судьба всего мира. Раненый Демичев рассказывает герою, что автором тех загадочных надписей и человеком во время пожара был сам Ренко. Демичев предлагает ему стать партнёрами, а Барисов — пожертвовать собой (Ренко должен убить себя во время пожара в прошлом) или же убить обоих (или не убивать никого вовсе). Какой выбор сделает Ренко, решает игрок.

#### Концовки
В игре есть три различные финальные сцены, каждая из которых показывает альтернативные события в мире в зависимости от действия игрока в финале игры.
| Вариант концовки    | Условие получения                                                | События после концовки |
| ------------------- | ---------------------------------------------------------------- | --- |
| «Концовка Барисова» | Ренко убивает себя, помешав спасти Демичева 26 октября 1955 года | Начало финального ролика полностью копирует вступление к игре, однако вступительные титры приведены на русском языке, а название игры приведено как «Особенности», сменяющееся на «Singularity». Ренко и Девлин снова летят в вертолете, как в начале игры, но вместо монумента руки с серпом в бухте стоит статуя Барисова с МВП на руке, вертолёты группы разведки имеют советскую символику, намекая на Мир-12, а разведгруппа вместо сообщения о вторжении в воздушное пространство СССР слышит о вторжении в воздушное пространство Каторги-12. Неожиданно приказ о высадке отменяют. Девлин, вооружённый «Валькирией», сетует на разведку и обращается к Ренко: «Ну, что я говорил? Ничего интересного здесь быть не может. Верно, товарищ?» |
| «Концовка Демичева» | Ренко убивает Барисова 27 октября 2010 года                      | Ренко и Демичев захватили весь мир. Армия Демичева стала несокрушимой силой, мутанты подключились к армии. Началось мировое рабство. Мир-12 оказывало сопротивление, но было уничтожено. Ренко руководит всем миром, кроме США, где обосновался Демичев. Разрабатывая новый вид МВП, Демичев готовится к новой холодной войне с Ренко, опасаясь его растущего влияния. |
| «Концовка Ренко»    | Ренко убивает Демичева и Барисова 27 октября 2010 года           | Ренко скрывается из лаборатории так, что больше его никто не увидел. Мир-12 объявляет его в розыск, но безуспешно. Советская Империя без Демичева рушится на множество мелких государств, начинаются локальные войны. Остров взрывается с феноменальной силой, мутанты вырываются на свободу. Им пытается противостоять Мир-12, ставший одной из ведущих политических сил на планете. Тем временем таинственный незнакомец с возможностями МВП оккупирует США, начиная постройку новой империи. |

Если игрок слишком долго раздумывает над выбором, то Демичев подберет револьвер и застрелит Ренко, но дальнейшего хода событий игрок не сможет узнать. Такая концовка приравнивается к проигрышу.
После титров показывается ролик, где 7 ноября 1955 года в Центральном порту Каторги-12 всплывает раненая в перестрелке с военными Кэтрин. Ей удаётся выбраться на берег. Прежде чем потерять сознание, Кэтрин успевает сделать запись в первой попавшейся книге:
This is not our time. There is a bitter future for our children. Demichev is an evil that must be stopped. One man that can stop him is Nathaniel Renko. He is from the year 2010 and is an american. He must arrive in order to stop Demichev. Barisov, a scientist on Katorga-12 will have created the time manipulation device.
Это не наше время. Существует горькое будущее для наших детей. Демичев — это зло, которое должно быть остановлено. Единственный человек, который может остановить его — Натаниэль Ренко. Он из 2010 года, американец. Он должен прибыть для того, чтобы остановить Демичева. Барисов, учёный на Каторге-12, создаст мобильный временной преобразователь.
Ранее по сюжету Ренко видит эту самую запись на экране ноутбука организации Мир-12.

## Мультиплеер
В игре есть возможность сетевой игры. Все игроки делятся на две команды (в первой — солдаты, во второй — твари). В сетевой игре есть два типа матчей: «Истребление» и «Твари против солдат». В первом солдатам нужно починить и защитить маяки, тварям — защищать сломанные маяки и, если солдаты починили маяк, не дать им активировать сигнал бомбардировки. На защиту маяка (солдатам) дается 20 секунд. Второй тип действует как Team Deathmatch. Каждый тип матчей делится на два раунда. После каждого раунда солдаты становятся тварями, а твари — солдатами.

## Системные требования
|                                  | Минимальные                                       | Рекомендуемые                                     |
| -------------------------------- | ------------------------------------------------- | ------------------------------------------------- |
| Операционная система             | Windows XP SP 3, Windows 7, Windows Vista SP 1    | Windows XP SP3, Windows 7, Windows Vista SP 1     |
| Процессор                        | Intel Pentium D 2.8 ГГц или AMD Athlon 64 X2 3800 | Intel Core 2 Duo E8400 или AMD Athlon 64 X2 6000+ |
| Оперативная память               | 1 Гб RAM, 2 Гб RAM                                | 1.5 Гб RAM, 2 Гб RAM                              |
| Видеоадаптер                     | NVIDIA GeForce 8800 GT или ATI Radeon X1800       | NVIDIA GeForce 8800 GT или ATI Radeon HD 3850     |
| Свободное место на жёстком диске | 8 Гб                                              | 8 Гб                                              |
| Звуковая плата                   | DirectX 9.0c                                      | DirectX 9.0c                                      |

## Отзывы
| Сводный рейтинг       | Сводный рейтинг                           |
| Агрегатор             | Оценка                                    |
| --------------------- | ----------------------------------------- |
| GameRankings          | 77,62 % (ПК) 79,18 % (PS3) 77,37 % (X360) |
| Metacritic            | 76/100 (PC, Xb360) 77/100 (PS3)           |
| Иноязычные издания    |                                           |
| Издание               | Оценка                                    |
| Destructoid           | 9/10                                      |
| Edge                  | 6/10                                      |
| Eurogamer             | 8/10                                      |
| Game Informer         | 8,5/10                                    |
| GamePro               | [ 18 ]                                    |
| GameRevolution        | (B)                                       |
| GameSpot              | 8/10                                      |
| GamesRadar+           | [ 23 ]                                    |
| GameTrailers          | 6,9/10                                    |
| GameZone              | 7/10                                      |
| Giant Bomb            | [ 26 ]                                    |
| IGN                   | 7/10 (US) 6,8/10 (AU)                     |
| Joystiq               | [ 29 ]                                    |
| PC Gamer (UK)         | 68 %                                      |
| VideoGamer            | 7/10                                      |
| WorthPlaying          | 8/10                                      |
| XboxAddict            | 6,8/10 (68 %)                             |
| Gaming Nexus          | 8,5/10                                    |
| AusGamers             | 8,5/10                                    |
| PopGeeks              | 7,5/10                                    |
| Русскоязычные издания |                                           |
| Издание               | Оценка                                    |
| 3DNews                | 7/10                                      |
| Absolute Games        | 60 %                                      |
| Gametech              | [ 38 ]                                    |
| PlayGround.ru         | 7,3/10                                    |
| StopGame.ru           | Похвально                                 |
| «Игромания»           | 7,5/10                                    |
| «Игры Mail.ru»        | 8/10                                      |
| «ЛКИ»                 | 92 %                                      |

В целом игра получила положительные отзывы, так, например, Страна игр охарактеризовала Singularity как «Добротно сделанную игру, в которую действительно приятно играть». Однако были отмечены и такие черты как: вторичность, почти полное отсутствие новых идей. Игроки отмечали характерные для движка Unreal Engine 3 артефакты текстур, несбалансированность оружия и способностей (например, автомат слишком универсален, а функция состаривания требует слишком много энергии и потому неэффективна). Однако некоторые сайты отозвались средними отзывами, такие как Absolute Games, раскритиковав, то что авторы использовали идеи других более старых игр: «Наплевав на профессиональную этику»; огромное содержание советской «клюквы» и похожесть на Wolfenstein, ранее выпущенной игрой Raven Software.
Однако компания Activision была разочарована продажами Singularity, которые составили менее 400 000 копий.
Некоторые обозреватели замечали в игре сходства с другими известными играми, с такими как BioShock, Half-Life 2, System Shock 2.
Destructoid похвалил версию игры для Xbox 360, заявив, что: «Singularity — это игра, у которой чувствуется собственная особенность, несмотря на то, что она собрана по частям из прочих предыдущих шутеров, и если вы хотите отличный летний шутер, полный жестоких забав и простых суперсил, тогда вы не получите ничего лучше, чем это. Вполне возможно, что это будет лучшим новым шутером от первого лица года на данный момент». Обозревателю понравилось увлекательное повествование с путешествиями во времени, высказав так: «В игре отличный стиль повествования, который частично рассказывается с помощью магнитофонных записей, пропагандистских фильмов и заметок, оставленных погибшим населением острова Каторга-12». Достоинствами игры были отмечены, прекрасное оружие, собственно устройство МВП, улучшение способностей, мультиплеер с возможностью играть за мутантов, художественная дизайн-графика и атмосферные звуки. Критике автор подверг некоторую неясность при прохождении геймплея, тихий, непредсказуемый ИИ врагов.
IGN не проявил особого интереса, и редакция нейтрально отнеслась к геймплею игры, особенно к функциям МВП; Однако критиковал отсутствие обучающих элементов геймплея и общий дизайн уровней. Плюсами игры автор посчитал оружие, врагов, окружающие элементы декора, замедление времени МВП, а также атмосферную часть некоторых уровней. Австралийское подразделение IGN присудила чуть меньше баллов игре, указав на недостатки в виде полного использования технологий МВП на все окружающие предметы, а не только заскриптованые; чрезмерно мощное оружие, стелс-элементы в подземном уровне, дизайн окружающего мира. Позитивной стороной Singularity был отмечен достойный ИИ противников и амбициозность проекта игры.
Журнал Edge присудил 6/10 баллов, сказав: «Несмотря на все усилия Raven с временными диковинами, это игра, которая застряла в прошлом FPS игр − но, как ни странно, в тёмно-сероватом цвете и крови, в самых архаичных почтениях, Raven доказывает, что может выдержать испытание временем». Автору статьи практически всё подверг критике в игре, за исключением некоторых функций МВП, дизайна уровней, оружия и разнообразия использования окружающих предметов.
По мнению Eurogamer (поставив 8 из 10): «Singularity — простая и современная игра, в которой есть объединения философий и дилемм», хоть и показалось редактору старой. Плюсами автор отметил работу МВП, запоминающиеся моменты сюжета, система улучшений оружия, разнообразие. В основном редактор критиковал большое собирательство предметов на локациях, раздражающих врагов, недостатки главных персонажей.
Game Informer присудил игре 8.5 из 10 баллов, сказав: «Singularity — это захватывающее, провокационное, но всё же до странности знакомое путешествие сквозь материю времени.» <…> «Каторга-12 залита советскими красками и пропагандой, но архитектурный дизайн выглядит так, как будто он был взят из записной книжки Эндрю Райана из BioShock.» Сайту сильно понравилась история, сделанной в стиле художественной литературы, приятные стороны геймплея, боевую систему, многопользовательский режим.
Автор GameTrailers оценил Singularity низким баллом в 6.9/10. Раскритиковав в нём такие аспекты как общую историю и повествование игры с отсутствием влияния на них окончательных последствий изменения конечного сюжета, чрезмерные подсказки на стенах, ИИ противников, графику низкого качества; но понравилось, только оружие с возможностью их улучшения и боевые режимы мультиплеера.
Также как и GT, XboxAddict тоже поставил низкую оценку игре, а именно 6.8 из 10 (68 %). Сайт высказался так по поводу сюжета Singularity: «Вы будете путешествовать во времени, чтобы узнать больше об этой истории (игры), большая часть всей информации, которую вы получаете, к сожалению, проходит через скрытые аудиозаписи записывающих устройств по всему острову. К сожалению, аудиозаписи обычно недостаточно интересны, чтобы привлечь ваше внимание, и если вы отойдете слишком далеко от них, вы даже не сможете их больше слышать. Это означает, что вы пропустите большую часть предыстории, если не будете стоять на месте и слушать каждую аудиозапись.» К недостатком игры также были отнесены возможности МВП и отсутствие субтитров для понимания повествования. Однако сайт высказался по поводу игры нейтрально: «Это в любом случае неплохая игра, но мне показалось, что это было очень посредственно, что могло быть чем-то большим, учитывая, что они взяли лучшие части из нескольких игр.»